# 테더링

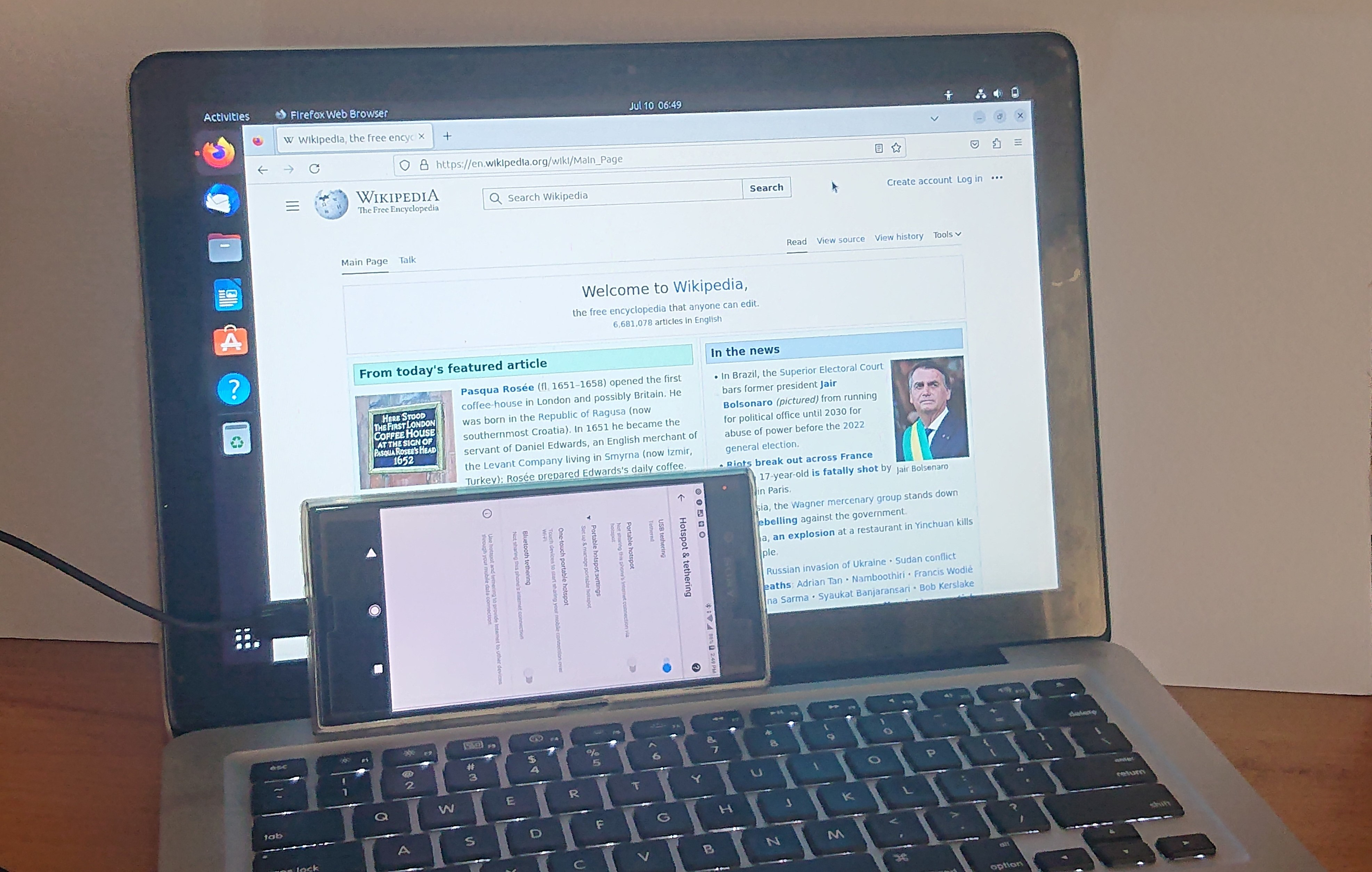
노트북에 테더링 중인 전화기

테더링(영어: tethering 또는 phone-as-modem, PAM)은 스마트폰 등 인터넷에 연결된 기기를 모뎀으로 활용하여, 노트북 등 다른 주변 기기를 인터넷에 1:1 연결로 접속할 수 있게 해주는 인터넷 공유 기술이다. 블루투스 무선 기술이나 USB 케이블 등으로 두 기기를 연결하여 사용할 수 있으며, 이때 인터넷 접속이 가능한 기기가 다른 기기의 중계기 또는 모뎀 역할을 수행하게 된다.
디지털 셀룰러폰 도입 이전, 즉, 대한민국에서 IS-95A(통칭, CDMA 혹은 cdmaOne) 도입 이전에는 전용의 커넥터를 통해서 아날로그 모뎀으로 작동했다. 극히 일부에 지나지 않았으며, 음성통화망(PSTN)을 이용하였다. CDMA 도입 후에는 한동안 서킷통신이 혼용되었다(접속시간량과금). 이때 방식은 전용의 시리얼 케이블을 대응 휴대전화에 접속하여 전화 접속 지점간접속프로토콜(Point to Point Protocol, 또는 PPP)을 통해 접속했다. 당시 데이터 접속 속도는 9.6kbps(SK텔레콤, 신세기통신), 14.4kbps(케이티프리텔, 한솔PCS, 엘지텔레콤)으로 한정되었다. 한편, 2001년 고속 데이터 통신을 가능하게 한 IS-95B(통칭 CDMA2000)이 도입되면서 전용 패킷통신이 정착, 2.5G 이후에는 전용 드라이버를 통한 모뎀 액세스가 정착되었다.
그러나 패킷 방식의 데이터 방식은 고속의 데이터 접근을 가능하게 한 반면, 과도한 패킷 요금으로 인해 테더링의 사용을 거의 사장시키는 결과를 낳고 말았다. 대안으로써 와이브로, Wi-Fi 등이 제시 되었으나, 각각 요금과 속도 측면에서 장점은 있으나 커버리지를 급속하게 늘리기에 어려움이 따랐다. 그 과정에 2009년 후반부터 불기 시작한 스마트폰 열풍 등에 힘입어, 전국적인 HSDPA 혹은 HSPA 망을 활용하자는 방안이 제시되었다.
2010년 이후, 이동통신 업계에서는 테더링을 적극적으로 장려하는 요금제를 도입하기 시작했다. 기존의 데이터 정액요금제는 데이터 직접 접속, 즉 테더링의 경우 정액에 해당되지 않았으며, 정량제의 데이터 정액 요금제는 일반 피처폰은 가입할 수 없었으나, 기존 정액 데이터 요금제를 스마트폰 뿐 아니라 피처폰에도 가입하게 함으로써 적게는 100M에서 많게는 4G까지의 데이터를 사용자의 편의에 따라 가입하여 사용할 수 있게 되므로 훨씬 데이터 사용에 여유가 생기게 되었다. 이 요금제는 단말기 내부 뿐 아니라, 단말기에 연결된 모든 단말, PDA나 노트북 등 단말에도 동일하게 적용된다. 또, 일부 회사의 경우 정액 요금의 초과 1메가바이트당 요금을 와이브로 수준과 동등하게 인하하였다.
그러나 아직은 요금제 가입 사용자가 스마트폰 사용자를 제외하면 극히 적고, 일부 IT에 관심이 많은 사용자를 제외하면 테더링에 대한 인식이 적으며, 설정 절차에 대한 안내도 아직은 잘 알려지지 않기 때문에 활성화 되지는 않았다. 특히, 여러 가지 요금이 아직까지는 2만원 내외에 30GB를 제공하는 와이브로에 비해 휴대전화의 경우 1GB 내외를 제공하기 때문에 비싼 편이어서 와이브로나 무선랜 커버리지 내에서는 가격적인 메리트가 떨어진다. 한편, 현재까지 HSDPA의 평균 데이터 속도 또한 와이브로나 무선랜에 비해 떨어지는 편이다.
하지만, 전술한 대로 수도권에서도 일부 도시에서만 제공되는 와이브로와 실내의 한정된 장소에서만 제공되는 무선랜에 비하면 훨씬 넓은, 거의 물리적으로 제한이 없는 전국적인 커버리지를 가지고 있기 때문에, 이 점은 극명한 장점이다.
한편, 이러한 테더링은 다량의 데이터를 전송하므로 상당한 데이터 요금이 부과되기 때문에 정액 요금 가입이 필수이다. 그런 만큼 이동통신망에 주는 데이터의 부하도 상당한 편이다. 따라서, 미국이나 일본 등 몇몇 국가는 휴대전화 단말을 통한 인터넷 패킷 통신은 무제한으로 제공하지만, 테더링은 제공하지 않는 경우가 있거나, 아니면 별도의 요금을 제공하는 경우가 있다.

## 같이 보기
- 모바일 브로드밴드
- 모바일 인터넷 디바이스
- 스마트북
- 스마트폰